# Cargo polyvalent
Pour les articles homonymes, voir Cargo (homonymie).

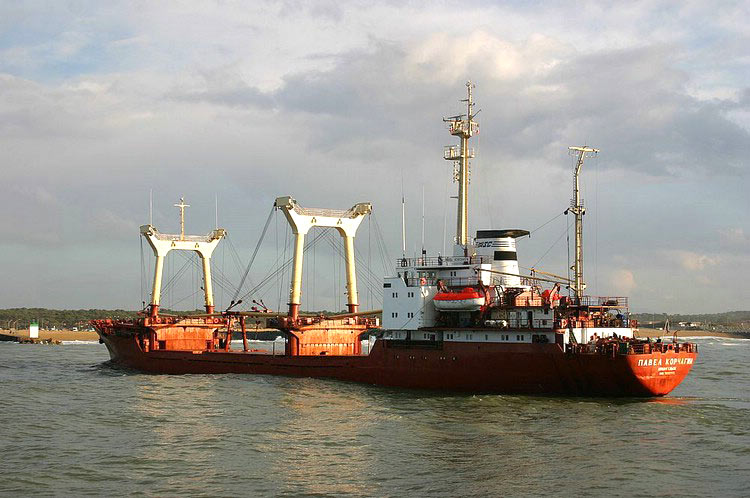
Le Pavel Korchagin, cargo de ligne russe de 1980, port en lourd de 6000 tonnes, à Bayonne.

Un cargo polyvalent, aussi appelé cargo de divers, est un navire de charge (ou cargo) destiné au transport de marchandises. Contrairement aux porte-conteneurs ou aux vraquiers par exemple, ils sont peu spécialisés et sont plutôt caractérisés par leur polyvalence : ils emportent des marchandises diverses, emballées ou non, en sacs, en vrac, en conteneurs, des voitures, des produits manufacturés, etc. ainsi que des marchandises emballées dans des formats non conventionnels (cargo de fret (en), break-bulk en anglais, par exemple les rouleaux de papier ou les caisses) et des marchandises transportées à l'unité (néo-vrac, neo-bulk en anglais, par exemple les voitures ou les grumes).
Ces navires se situent dans la continuité des navires marchands de la marine à voile comme les clippers ; ils ont inclus les cargos produits en série comme les Liberty ships de la Seconde Guerre mondiale ainsi que les cargos mixtes qui transportaient également des passagers. S'ils ont cédé le pas aux navires plus spécialisés depuis les années 1970, et en particulier aux porte-conteneurs, on compte toujours plus de 14 000 navires de ce type en activité, soit 37 % de la flotte de commerce mondiale[Quand ?] (voir détails au chapitre Flotte mondiale) ; ils sont très utilisés dans les pays en développement.

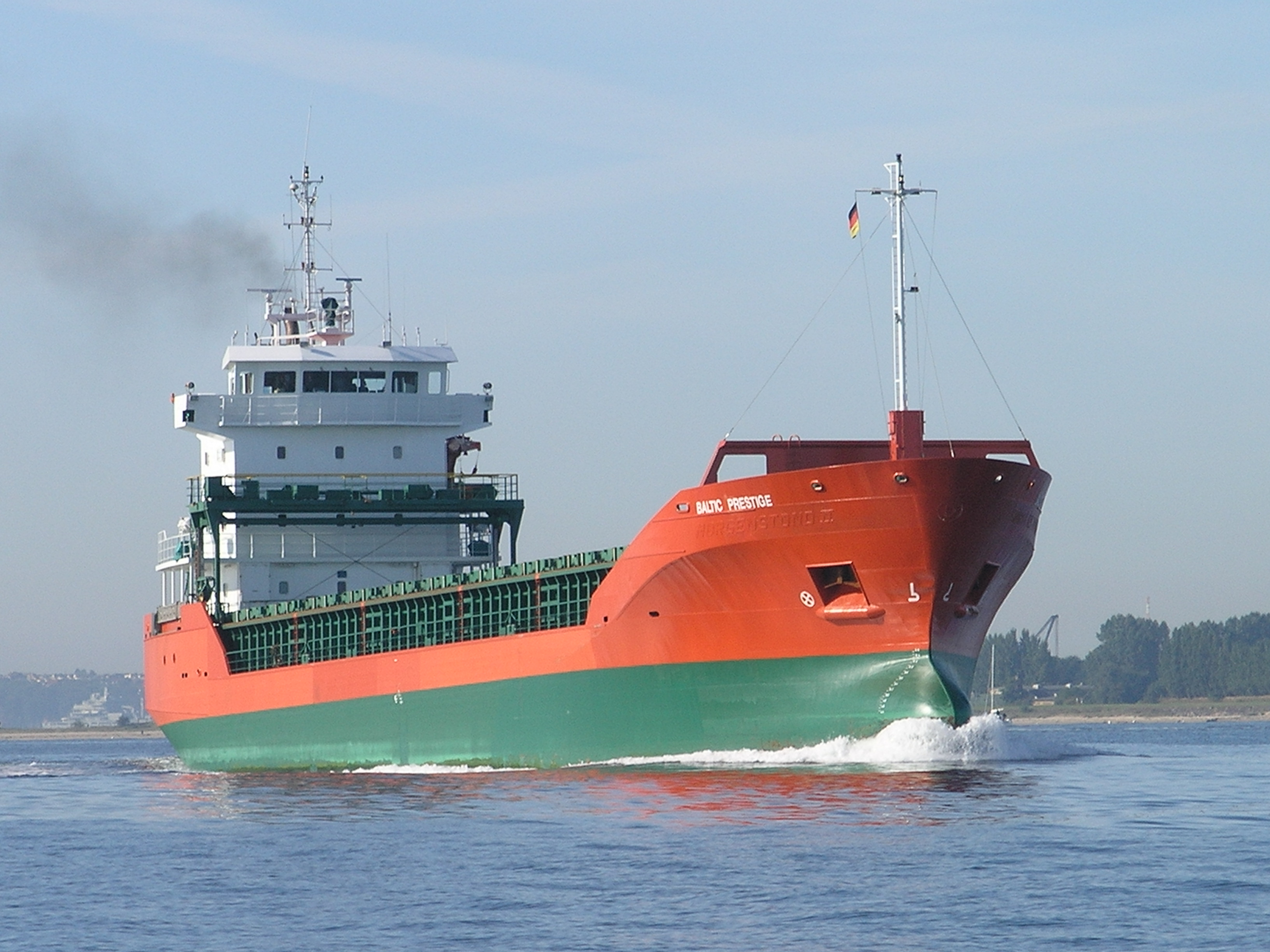
Le Brilliante, ex-Baltic Prestige de 1997, caboteur de 5500 tpl.

## Historique

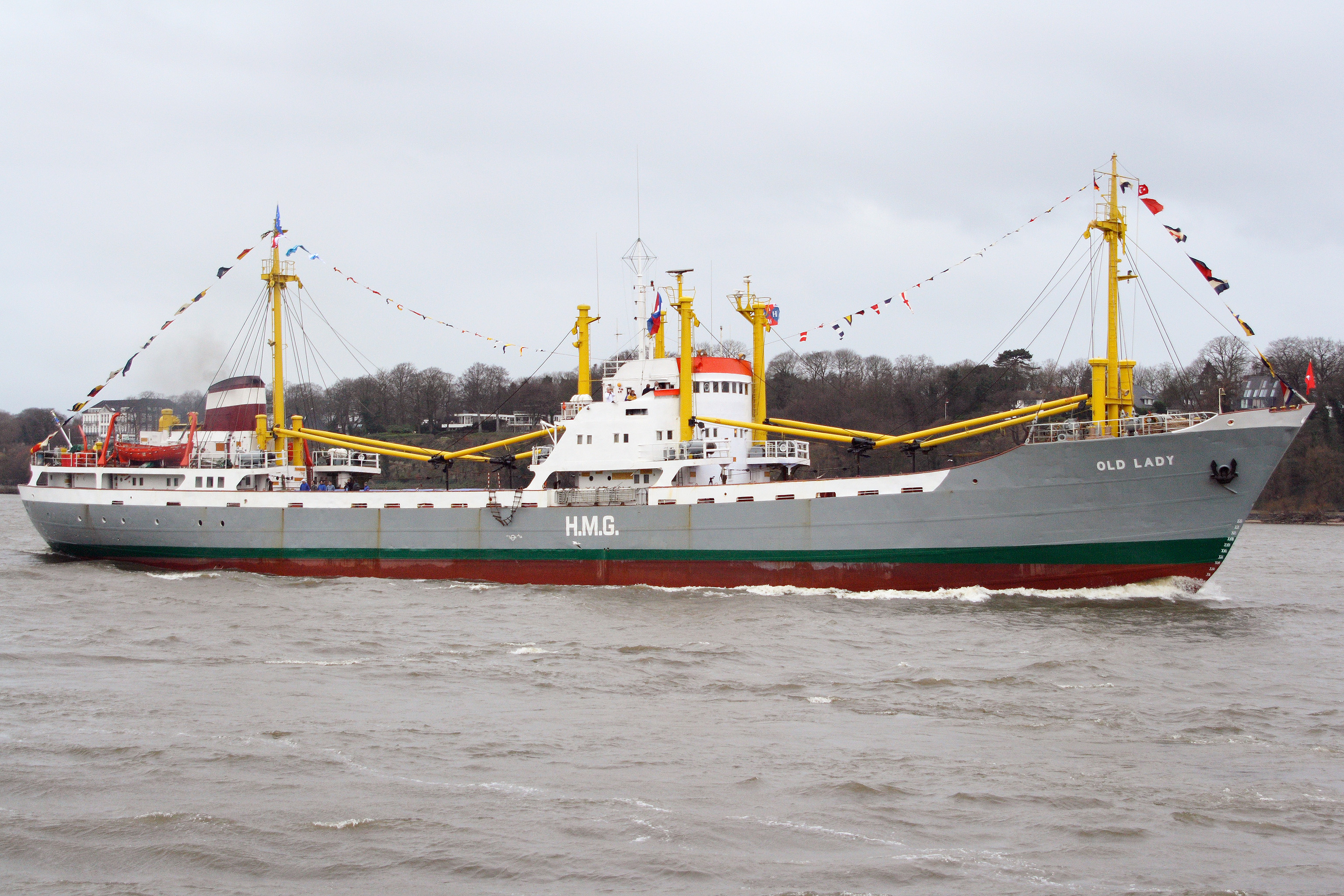
L’Old Lady, ex-Bleichen de 1958, navire musée à Hambourg.

Le cargo polyvalent est historiquement le premier type de navire de commerce, puisque les navires devaient pouvoir emporter tout type de marchandise. C'était entre autres le rôle des grands voiliers de commerce jusqu'au XIXe siècle. Sur ces navires, l'espace alloué au cargo était divisé en plusieurs cales, permettant une meilleure répartition des poids, l'isolement des cargaisons de dangereux et une meilleure organisation. Ce principe a été repris par la suite sur les navires à moteurs.
La première spécialisation apparaît avec  un pétrolier de 1886, le Glückhauf. Par la suite, de nombreux navires spécialisés seront conçus, pour le transport de vrac solide ou liquide, de cargo roulant, de conteneurs, etc. C'est à partir du début du XXe siècle que l'on commence à parler de cargo polyvalent par opposition aux navires spécialisés.
La quintessence du cargo polyvalent est illustrée par les Liberty ships, construits durant la Seconde Guerre mondiale. Avec une conception relativement simple et un armement sommaire, ils transportèrent du matériel militaire et des hommes des États-Unis en Europe et dans le Pacifique. Les années 1950 forment l'apogée du cargo polyvalent, qui domine alors la plupart des routes.
À partir des années 1950 et la standardisation des conteneurs, la spécialisation s'accroît, pour des raisons d'efficacité mais aussi de sécurité (par exemple, la perte du Pamir était due à un déplacement de la cargaison, moins probable avec un vraquier). Les cargos polyvalents classiques dominent encore les lignes régulières et le tramping pendant les années 1960 et 1970, mais la crise pétrolière des années 1970 ouvre la voie aux porte-conteneurs plus rapides.
Les cargos polyvalents ne disparaissent pas, bien au contraire, mais s'adaptent en incluant la possibilité d'entreposer des conteneurs sur le pont voire dans les cales ; certains peuvent aussi embarquer du vrac solide dans leurs cales. De nombreuses améliorations y sont encore apportées actuellement, ainsi les cales peuvent elles abriter plusieurs ponts intermédiaires dont les planchers composés de plaques mobiles peuvent être déployés en fonction des besoins.

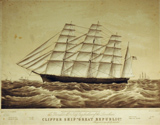
Le Great Republic de 1853, un des clippers
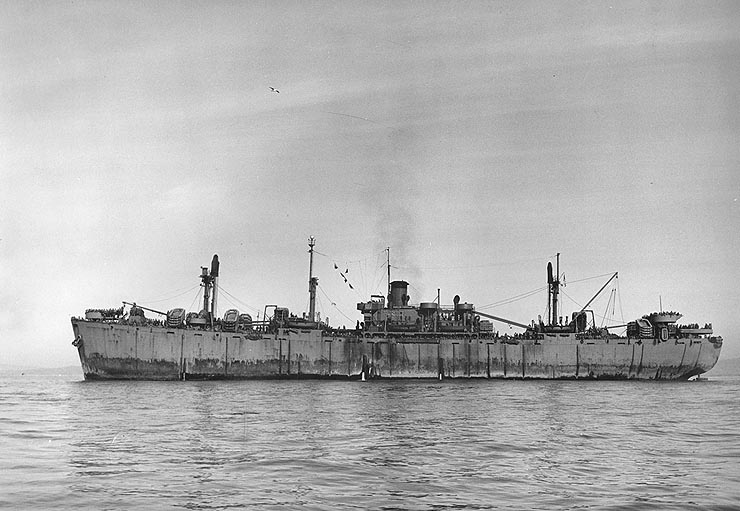
Le Carlos Carrillo, un des Liberty ships
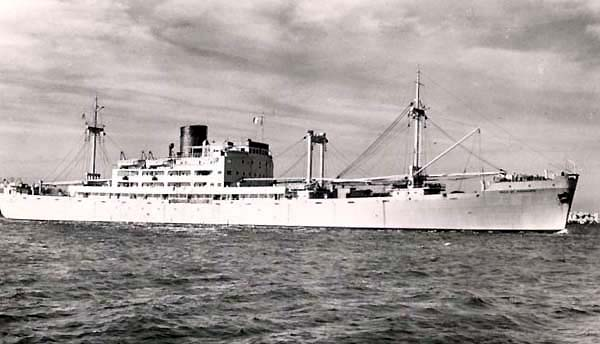
Le Ville de Tananarive de 1956
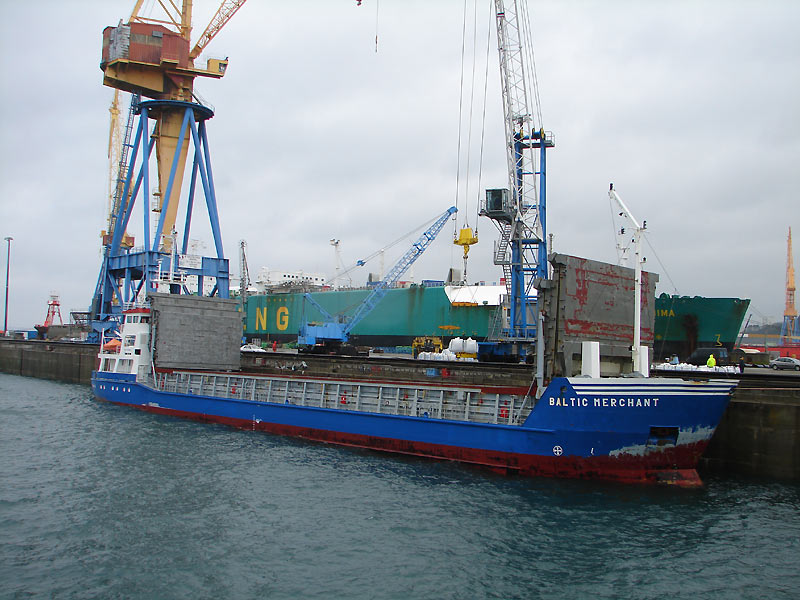
Le Baltic Merchant allemand de 1996, 3 000 tonnes
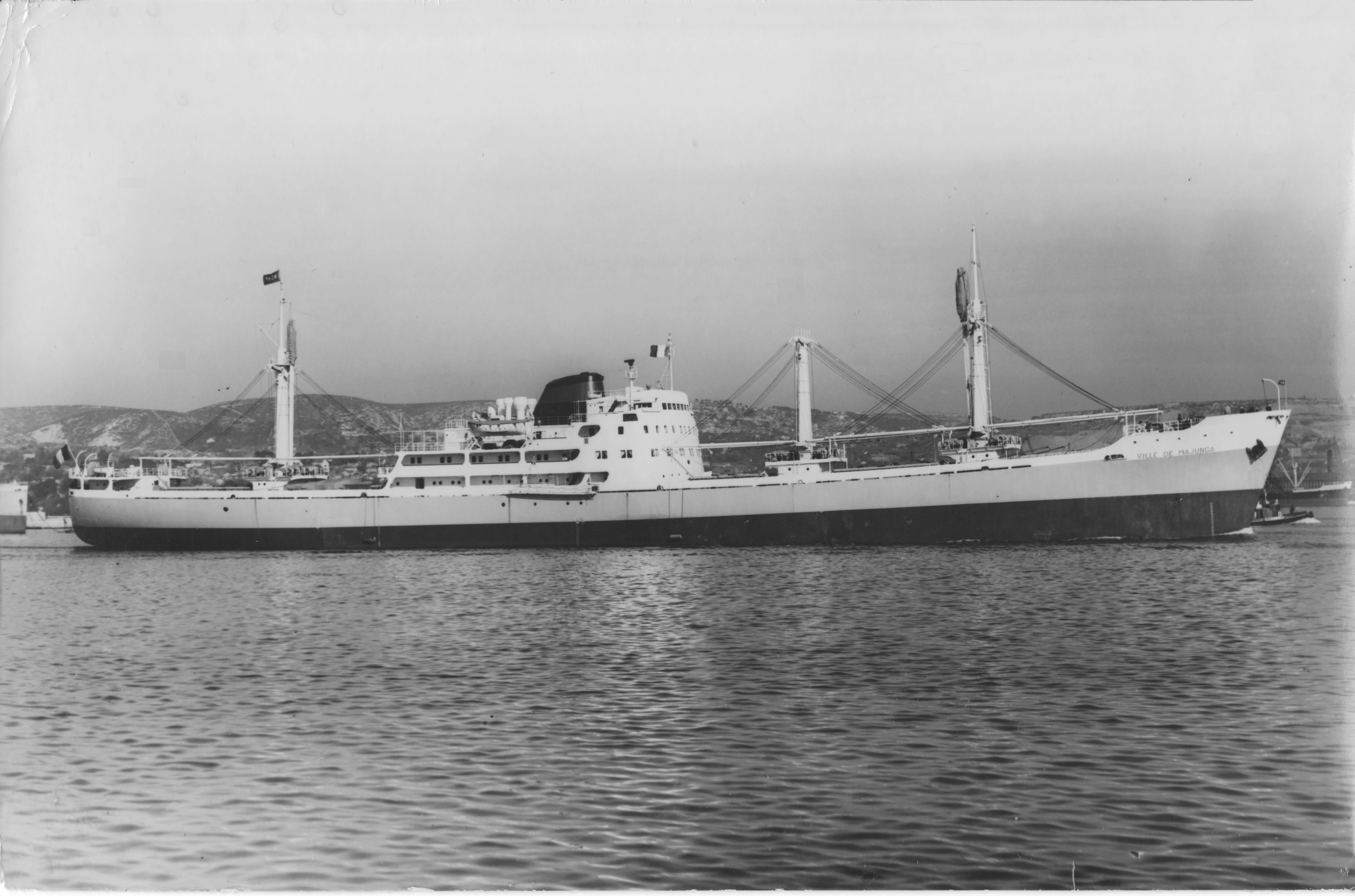
Le Ville de Majunga vers 1958

## Utilisation actuelle

### Flotte mondiale

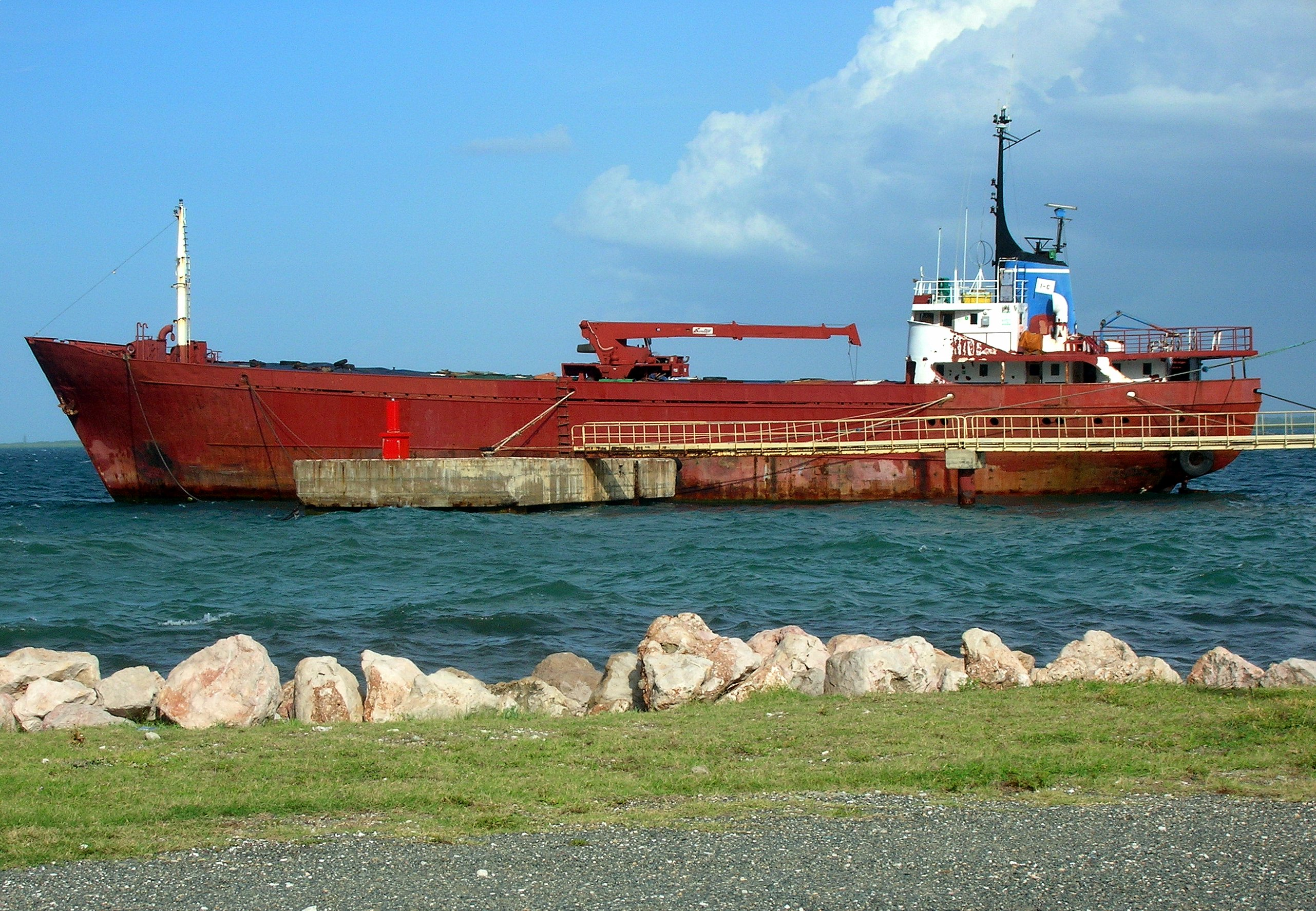
Un petit cargo à Cap-Haïtien, Haïti, quelques semaines avant qu'il ne soit échoué, trop vieux pour naviguer encore.

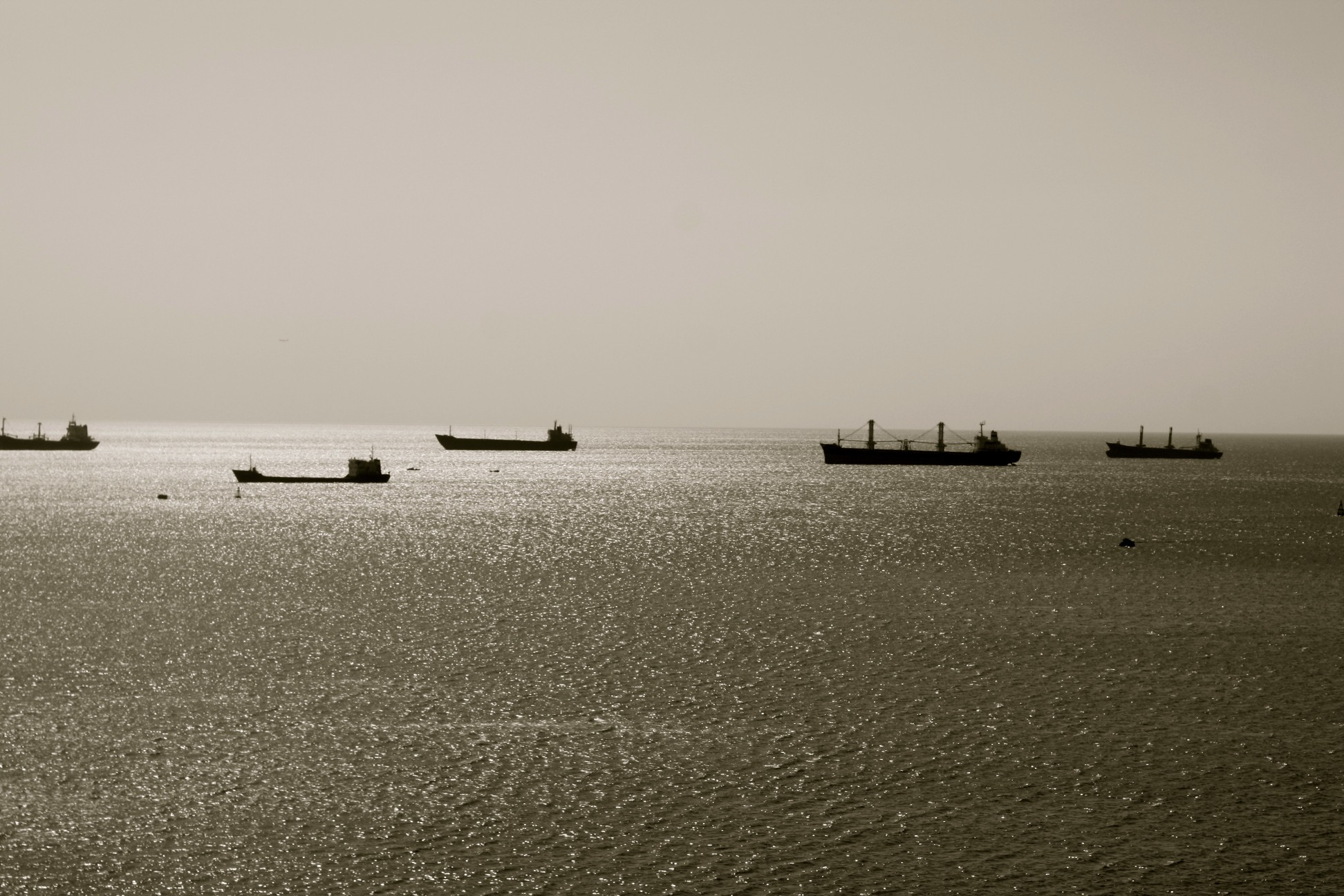
Flux continu de cargos près de Kemer en Turquie.

En 2002, on comptait environ 14 100 cargos polyvalents de plus de 300 tonnes de jauge brute, représentant un port en lourd total de 78,5 millions de tonnes ; en proportion, ces navires représentaient 37,2 % de la flotte marchande mondiale. À titre de comparaison, les pétroliers ne représentaient que 24 % des navires de commerce et les vraquiers 15 %. Cependant, pour ce qui est du tonnage, les cargos polyvalents ne forment que 10,9 % de la flotte mondiale, contre 42 % pour les pétroliers et 34 % pour les vraquiers à la même période. Cependant, dans les pays en développement, les cargos polyvalents restent les principaux navires. La flotte de ces navires grandissait de 7 % environ au cours de la période 1993-1997, plus vite que les pétroliers (2 %) et vraquiers (5 %) mais moins vite que les porte-conteneurs (11 %). La taille moyenne des cargos polyvalents était de 5 600 tpl.
Le principal armateur est le Panama avec 1 198 navires enregistrés au 1er janvier 2005, pour un port en lourd de 11,6 millions de tonnes. Suivent la Chine et les Bahamas avec 6,53 millions de tonnes, les Pays-Bas (3,63 millions de tpl), Malte (3,42), la Russie (3,39), la Norvège (3,32), Saint-Vincent-et-les-Grenadines (3,28), Antigua-et-Barbuda (3,04). Les six principaux pavillons de complaisance (soit Panama, le Liberia, les Bahamas, Malte, Chypre et les Bermudes) possédaient à cette date 2 277 cargos polyvalents soit 25,2 millions de tonnes de port en lourd.
L'âge moyen de la flotte des cargos polyvalents est assez élevé, de 17,5 ans en 2005 (valeur la plus élevée par rapport aux autres types de navires), avec 56 % des navires ayant plus de 20 ans ; l'âge moyen d'un navire arrivant à la démolition était de 32,9 ans, contre 27,3 ans pour les vraquiers. Cet âge n'a cessé d'augmenter durant la dernière décennie. Une centaine de nouveaux navires est commandée chaque année, contre 200 à 300 au milieu des années 1990 ; mais la flotte actuelle reste en surcapacité d'environ 0,7 million de tpl, soit 1,6 % de la flotte. Le prix moyen d'un cargo polyvalent neuf de 15 000 tpl tourne autour de 20 millions de dollars.
| Pays                            | Navires | Port en lourd |
| ------------------------------- | ------- | ------------- |
| Panama                          | 1 069   | 15 094        |
| Chine                           | 778     | 6 536         |
| Russie                          | 750     | 3 387         |
| Antigua-et-Barbuda              | 598     | 3 233         |
| Indonésie                       | 509     | 2 270         |
| Cambodge                        | 447     | ?             |
| Saint-Vincent-et-les-Grenadines | 366     | 3 206         |
| Pays-Bas                        | 359     | 3 591         |
| Malte                           | 358     | 3 539         |
| Turquie                         | 289     | 1 581         |
| Bahamas                         | 284     | 6 621         |
| Norvège                         | 274     | 3 196         |
| Chypre                          | 233     | 2 379         |
| Corée du Sud                    | 217     | 1 371         |
| Belize                          | 206     | 1 091         |
| Viêt Nam                        | 202     | 1 324         |
| Italie                          | 195     | 1 422         |
| Corée du Nord                   | 181     | 1 259         |
| Géorgie                         | 179     | 740           |
| Japon                           | 179     | 2 105         |

| Pays                       | Navires | Port en lourd |
| -------------------------- | ------- | ------------- |
| Grèce                      | 175     | 437           |
| Ukraine                    | 157     | 679           |
| Thaïlande                  | 151     | 1 849         |
| États-Unis                 | 149     | 2 198         |
| Saint-Christophe-et-Niévès | 138     | 130           |
| Hong Kong                  | 128     | 4 144         |
| Royaume-Uni                | 123     | 1 660         |
| Philippines                | 121     | 1 513         |
| Malaisie                   | 107     | 712           |
| Gibraltar                  | 105     | 627           |
| Danemark                   | 103     | 397           |
| Syrie                      | 93      | 525           |
| Singapour                  | 88      | 2 525         |
| Comores                    | 86      | 368           |
| Allemagne                  | 85      | 521           |
| Liberia                    | 84      | 3 028         |
| Inde                       | 82      | 288           |
| Canada                     | 73      | 100           |
| Antilles néerlandaises     | 71      | ?             |
| Honduras                   | 70      | 361           |

| Pays          | Navires | Port en lourd |
| ------------- | ------- | ------------- |
| Île de Man    | 66      | ?             |
| Suède         | 64      | 1 176         |
| Espagne       | 62      | 282           |
| Îles Marshall | 53      | ?             |
| Iran          | 51      | 726           |
| Mongolie      | 50      | ?             |
| Finlande      | 42      | 358           |
| Sierra Leone  | 39      | 14            |
| Croatie       | 38      | 157           |
| Égypte        | 38      | 341           |
| Tuvalu        | 38      | 242           |
| Portugal      | 37      | 192           |
| Slovaquie     | 36      | 234           |
| Azerbaïdjan   | 34      | 113           |
| Barbade       | 33      | 163           |
| Brésil        | 33      | 304           |
| Estonie       | 33      | 24            |
| France        | 33      | 224           |
| Bangladesh    | 30      | 379           |
| Total mondial | 3 500   | 96 218        |

### Cargaisons et navigations

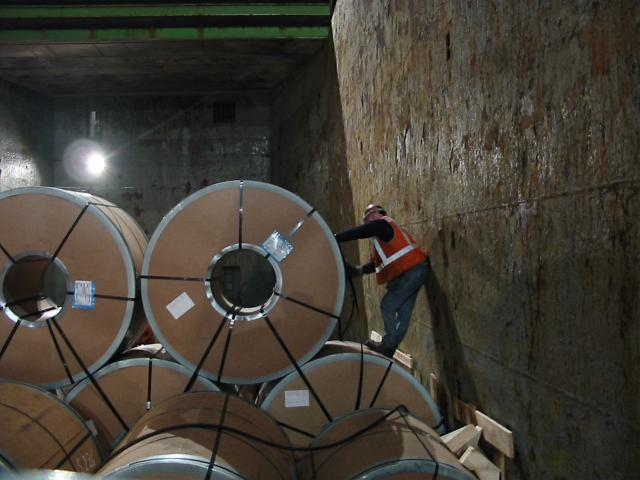
Rouleaux de papiers arrimés dans la cale d'un navire au tramping.

Les cargos polyvalents sont employés dans deux types de commerce, à la fois sur les lignes régulières (les « navires de ligne ») et en tramping, à la différence des navires plus spécialisés qui naviguent généralement dans un de ces deux modes seulement. En tramping, ces navires embarquent le plus souvent des cargaisons homogènes de produits en vrac, comme des granulats emballés, des grumes, des rouleaux de papier, des produits de l'industrie métallurgique (barres, tuyaux, ferraille…), et diverses autres marchandises en petites quantités en vrac. Les navires en tramping se retrouvent partout dans le monde ; ce mode d'affrètement se maintient toujours actuellement.
Les navires sur lignes régulières se retrouvent principalement sur les lignes Nord-Sud (entre l'Europe, l'Amérique du Nord et le Japon d'une part, et l'Amérique latine, l'Afrique et l'Asie continentale d'autre part) et les lignes Sud-Sud (entre les pays en développement ou émergents eux-mêmes) ; les lignes entre les pays développés sont plutôt réservées aux porte-conteneurs, qui remplacent les cargos polyvalents pour ce mode d'affrètement. Sur des lignes régulières, ces navires embarquent surtout des produits finis de l'industrie comme de l'agriculture, emballés et parfois sur palettes ; ils peuvent aussi très souvent embarquer des conteneurs en pontée.
Les cargos polyvalents sont employés aussi bien sur de petites distances en cabotage côtier que pour des traversées océaniques. Ces navires dominent clairement le cabotage : on trouve (relativement) peu de pétroliers ou rouliers pour petites distances. Le cabotage est répandu en Europe et particulièrement en Allemagne (avec les Küsten-Motorschiff) et en Asie du Sud-Est.
D'après la réglementation Solas, les navires cargos ont le droit de transporter 12 passagers, au-delà ils sont considérés dans une catégorie à part avec des règles assez lourdes (obligation d'avoir un médecin à bord, certains aménagements, etc.). La demande pour les voyages en cargo ayant augmenté récemment, les cargos polyvalents sur lignes régulières comportent généralement des logements pour 12 passagers ; les navires en tramping n'en prennent pas. Les cargos mixtes, qui transportaient à la fois des marchandises et une centaine de passagers (voire 200) sont - sauf exceptions notoires comme le Aranui V conçu spécifiquement pour la desserte des îles de la Polynésie française - une figure du passé : l'espace dévolu aux passagers empiétait trop sur la cargaison.

## Description

### Caractéristiques générales

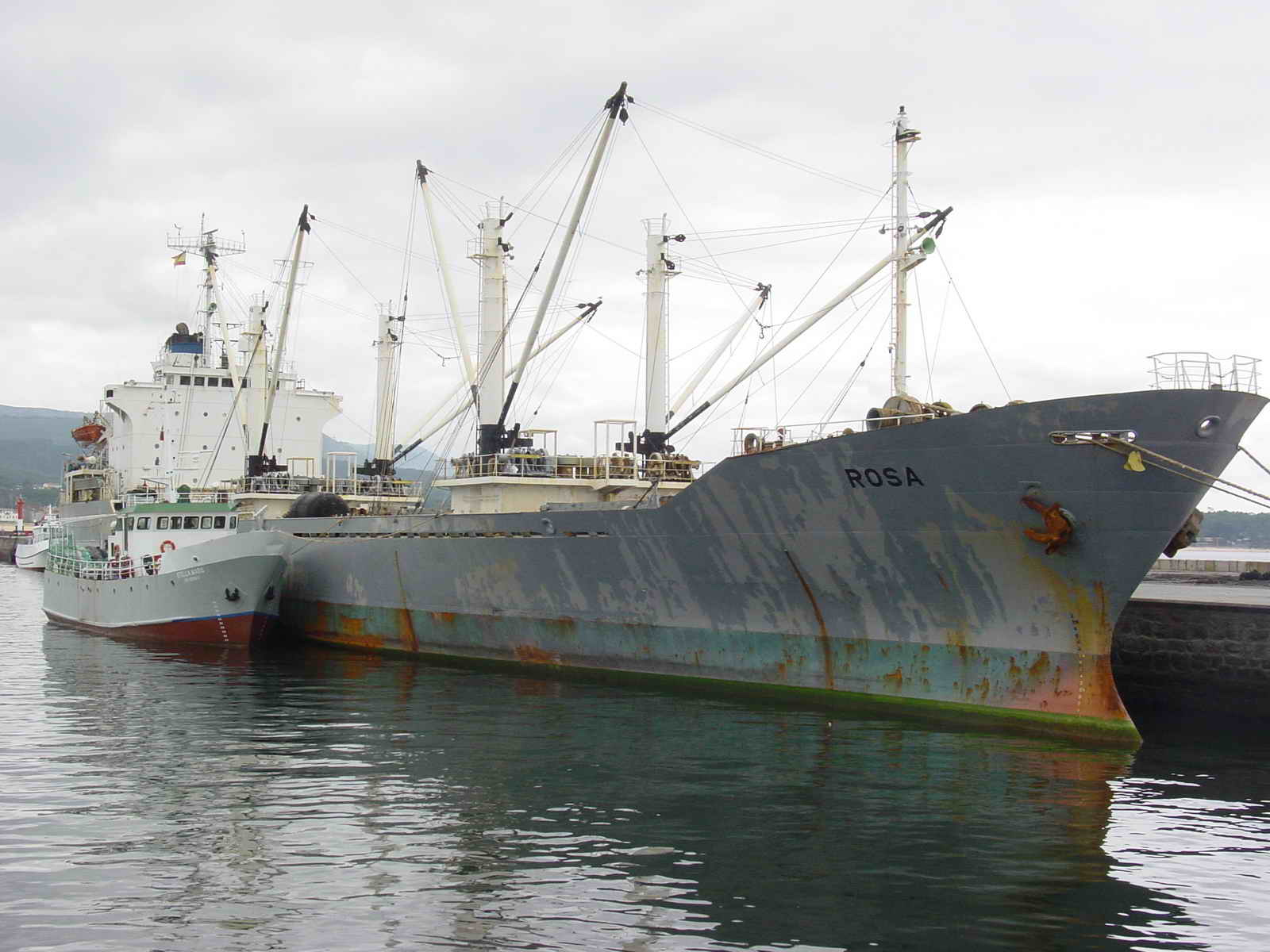
Le Rosa au port espagnol de Ribeira

Les cargos polyvalents sont souvent définis par opposition aux navires spécialisés. En particulier :
- les vraquiers possèdent de grandes cales sans subdivisions et sont souvent dépourvus de grues ;
- les porte-conteneurs récents ont des cellules-guides pour les conteneurs, et sont souvent dépourvus de grues ;
- les rouliers chargent la totalité ou presque de leur cargaison de façon roulante ;
- les navires frigorifiques n'emportent le plus souvent que des produits réfrigérés ;
- les transporteurs de colis lourds disposent de moyens spécialisés (grues puissantes, pont renforcé, etc.).

Mais les cargos polyvalents peuvent aussi disposer de certains de ces moyens (grues plus puissantes, guides à conteneurs, prises pour conteneurs réfrigérés…) mais cela ne constituera pas l'essentiel de leurs équipements. Pour les navires de petite taille, la différence peut être plus difficile à établir, notamment pour les feeders (petits porte-conteneurs affrétés au cabotage) et les mini-vraquiers à cale unique.
Le principal aspect caractérisant ces navires est leur flexibilité : ils peuvent embarquer et débarquer, par leurs moyens propres de levage (grues, mâts de charge), la plupart des types de cargaisons solides, dont les marchandises en conteneurs (de différentes tailles, même non standard), les colis relativement lourds ou encombrants, les cargaisons roulantes (quitte à les lever ou à convertir un espace en pont roulant), les marchandises en vrac, emballées en sacs, ballots, caisses, palettes, les marchandises neobulk… Les marchandises liquides peuvent être aussi transportées dans des conteneurs-citernes. Ils contribuent ainsi au bon ravitaillement de certains ports dépourvus d'infrastructures modernes.

### Tailles, vitesses

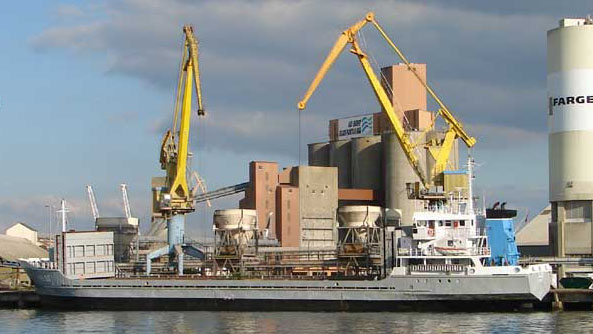
Le Velox, affrété en tramping en Europe, de 3500 tpl

La taille d'un cargo polyvalent s'exprime généralement en tonnes de port en lourd (tpl), permettant d'estimer la capacité d'emport. Ces navires ont une capacité allant de 100 à 30 000 tonnes, avec quelques extrêmes à 40 000 tonnes ; en ce qui concerne le tonnage, la tranche 15 000 tonnes à 20 000 tonnes domine le secteur ; pour ce qui est du nombre de navires, les petites unités sont plus fréquentes. Celles-ci sont surtout employées pour le trafic côtier, les grands navires étant utilisés pour les voyages océaniques. La tendance est plutôt aux navires de taille moyenne, soit entre (6 000 tonnes et 10 000 tonnes pour le tramping, et entre 10 000 tonnes et 20 000 tonnes pour les lignes régulières).
La capacité peut aussi être exprimée en volumes. Les cargaisons ont souvent un coefficient de remplissage plus élevé que pour du vrac « pur », puisqu'il y a davantage d'espace entre les éléments transportés. Dans le cas du vrac, le coefficient de remplissage va de 0,35 m3 par tonne (minerai de fer) à 1,5 m3 par tonne (granulats) ; les cargos polyvalents sont conçus pour des coefficients de remplissage de 1,7 à 2,1 m3 par tonne sur les lignes régulières, et de 1,1 à 1,7 m3 par tonne en tramping.
Les navires en tramping ont une vitesse de l'ordre de 14 à 16 nœuds, les plus petits opérant à 12 à 15 nœuds en cabotage, voire 10 à 12 nœuds. Les navires de ligne naviguaient à des vitesses plus grandes, notamment à leur apogée durant les années 1950 et 1960 où leur vitesse moyenne était de 17 à 20 nœuds, voire 27 nœuds pour les plus rapides. La crise pétrolière et les obligations de rentabilité ont fait redescendre ces vitesses à une moyenne plus mesurée de 16 à 18 nœuds.

### Cales

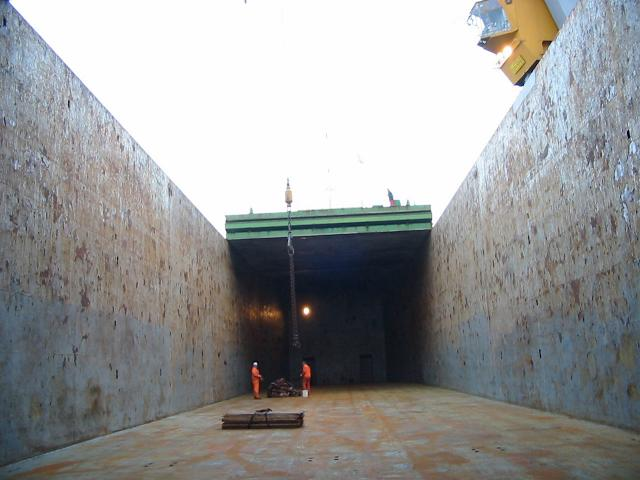
Cale unique d'un caboteur : des supports de bois sont placés avant de charger des rouleaux de papier

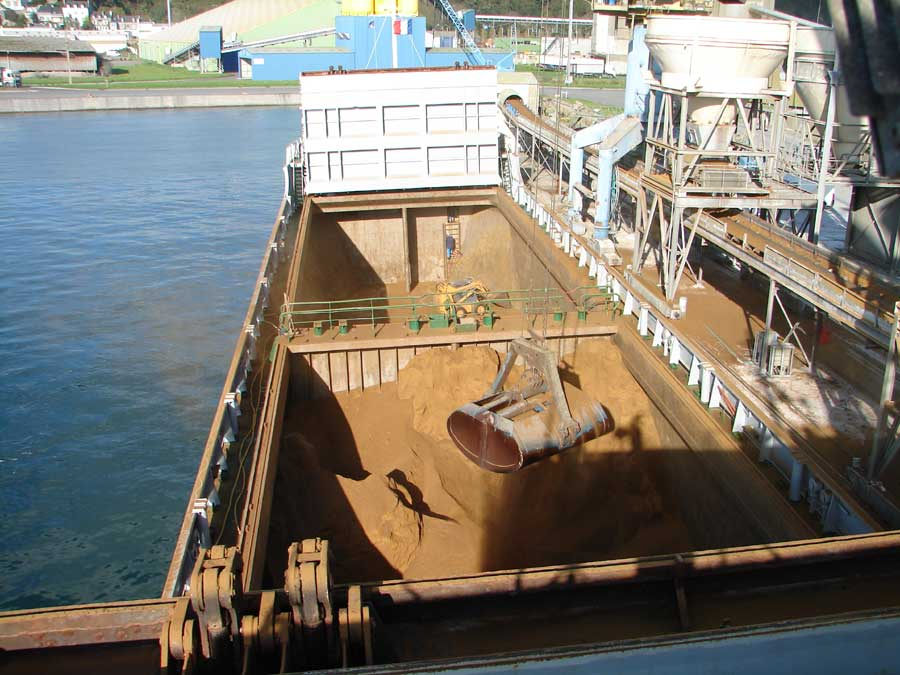
Les deux cales du Velox, déchargeant du colza à Brest.

Les cales répondent au besoin de flexibilité en étant divisées par un pont intermédiaire, séparant la cale inférieure d'une grande hauteur (3 à 6 m) et la cale supérieure moins haute (2,5 à 3,5 mètres). Seuls les plus petits caboteurs n'ont pas une telle séparation, et disposent d'une grande cale unique contenant toute la cargaison en vrac. On peut trouver deux ou trois ponts intermédiaires sur les navires de ligne anciens, une disposition quasiment disparue à présent en raison de son coût élevé.
Le nombre de cales dépend du type de navigation. Les navires sur lignes régulières avaient cinq à sept cales à leur apogée, un nombre revenu à trois à cinq, selon la position de la salle des machines. Les navires au tramping n'ont qu'une, voire deux cales, plus pratiques pour le transport de conteneurs et de neobulk. Les dimensions des cales elles-mêmes est largement dictée par les multiples tailles standard des conteneurs, soit 20 à 40 pieds de long, 8 pieds de large, 8,5 pieds de haut. Pour les panneaux de cale, deux tendances existent : les open ships (« navires ouverts ») aux grandes écoutilles permettant un chargement / déchargement rapide, et les navires avec une écoutille sur chaque bord, pour chaque cale, ce qui permet une plus grande polyvalence.
Les cales peuvent aussi contenir des subdivisions supplémentaires, permettant de diviser une grande cale en deux pour transporter différents types de marchandises. Ces subdivisions peuvent aussi servir à couvrir une cargaison de grain pour éviter qu'elle ne glisse, en compléments de sacs et d'autres couvertures.

### Grues et contrôle de la cargaison

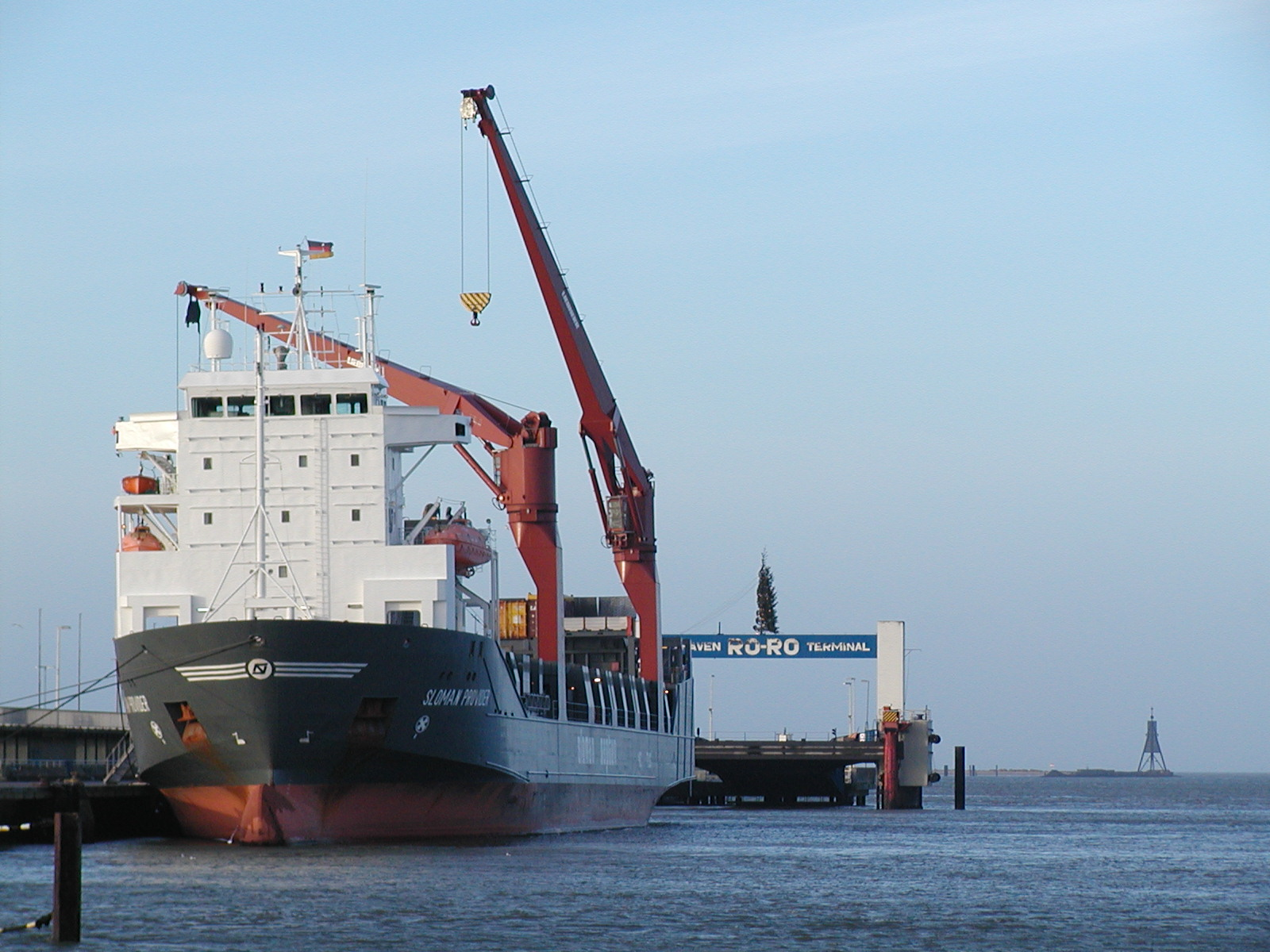
Grues sur le côté d'une capacité de 60 tonnes, sur le Sloman Provider de 8200 tonnes

La plupart des cargos polyvalents en ligne régulière comme en tramping possèdent des grues, à l'inverse des navires spécialisés modernes ; ainsi, ils peuvent être utilisés dans des ports peu équipés (notamment dans les pays du Sud), et pour pouvoir décharger une plus grande variété de cargaisons. Seuls les petits caboteurs à cale unique n'en ont pas, quoique les caboteurs européens soient de plus en plus souvent équipés de grues. Aux traditionnels mâts de charge, on préfère maintenant les grues rotatives à vérins, sauf pour les grues à colis lourds. Les grues modernes sont contrôlées électriquement afin de pouvoir être utilisées en double.
Les grues sont situées en général au milieu du navire pour assurer une meilleure stabilité ; certains navires des années 2000 ont commencé à placer les grues sur un bord, à l'image de certains heavy-lifts, afin de libérer de l'espace de pont. Cependant, la portée de telles grues étant limitée à 28 m environ, la largeur du navire ne peut dépasser 22 m (soit un port en lourd de l'ordre de 10 000 tonne). Quel que soit leur type, elles sont souvent équipées d'un spreader amovible permettant de saisir des conteneurs et d'une grande variété d'élingues, parfois des bennes pour le vrac ou des crochets pour la ferraille. Leur capacité est bien souvent fonction du poids standard d'un conteneur de 40 pieds.
Pour les rares navires spécialisés dans un type de cargaison (rouleaux de papier, marchandises sur palettes), d'autres systèmes peuvent être trouvés, comme des ascenseurs montés sur le côté, des chariots élévateurs pour le transport horizontal, etc. D'autres systèmes peuvent être trouvées en option : rampes de chargement pour cargaisons roulantes, cales ventilées (pour du bétail, des produits chimiques ou pharmaceutiques…), prises pour conteneurs réfrigérés, emplacements pour marchandises dangereuses, etc.

## Architecture

Plan de formes d'un cargo type BSRA, années 1960[7]
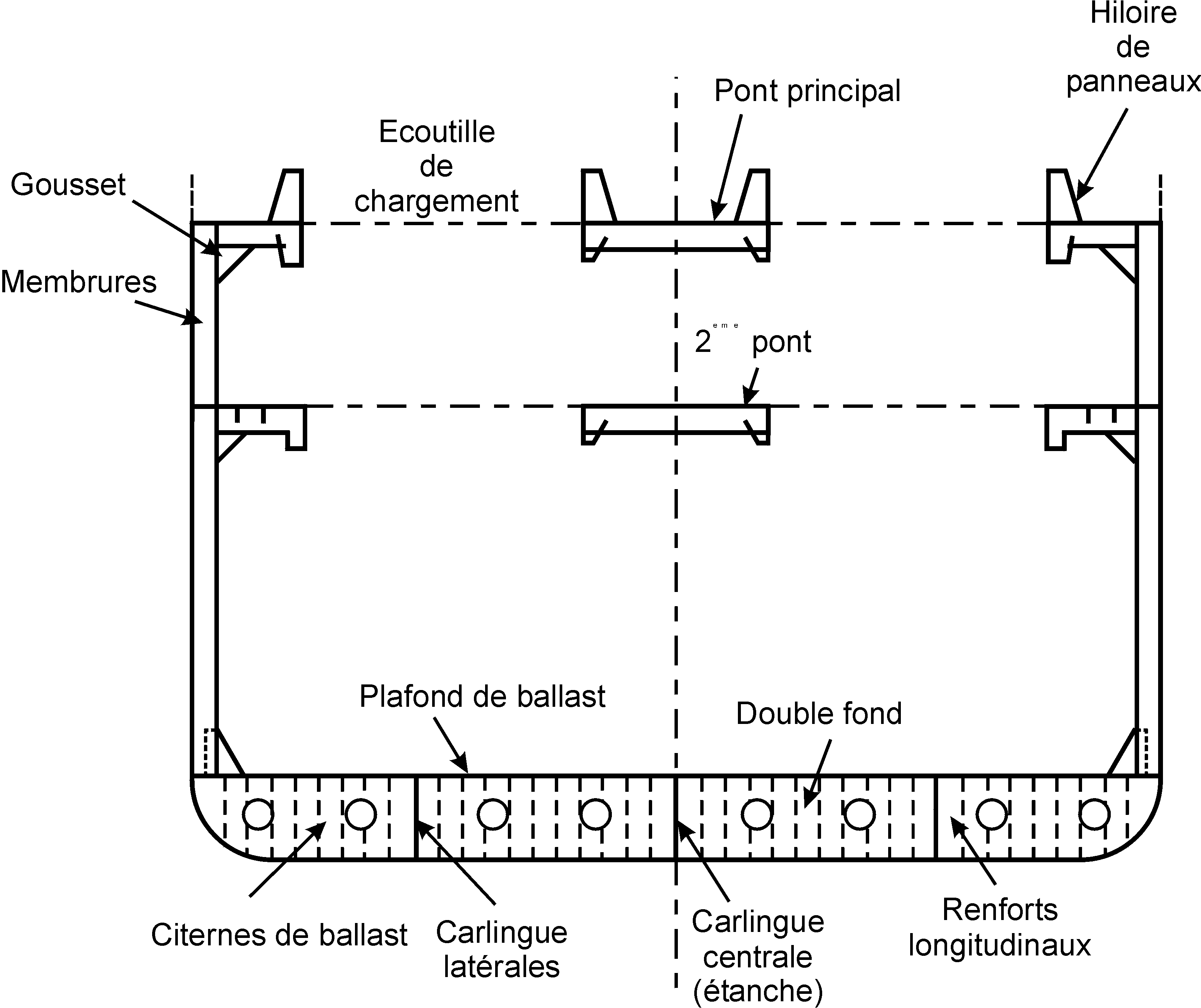
Coupe au maître typique d'un cargo à simple coque et double fond.

### Forme de coque
Les cargos polyvalents ont des formes intermédiaires entre les formes très pleines des vraquiers et pétroliers, et les formes rapides d'un navire frigorifique. La tendance actuelle est aux formes très stables des porte-conteneurs tout en gardant des cales adaptées à de multiples cargaisons. Typiquement, un cargo polyvalent possède des formes en « U » au milieu et à l'arrière, en « V » à l'avant (légèrement sous la flottaison, plus prononcé au-dessus), une poupe assez carrée et un gaillard aux formes pleines.
La coque a un coefficient de bloc typique entre 0,8 pour un navire lent et 0,576 pour les plus rapides, un coefficient prismatique entre 0,806 et 0,593 respectivement, la fourchette 0,65 à 0,75 étant la plus commune. La coque possède souvent un bulbe d'étrave pour réduire la résistance de vague. Pour les navires en tramping, le bulbe est conçu pour être efficace à plusieurs niveaux d'enfoncement.

### Structure de la coque

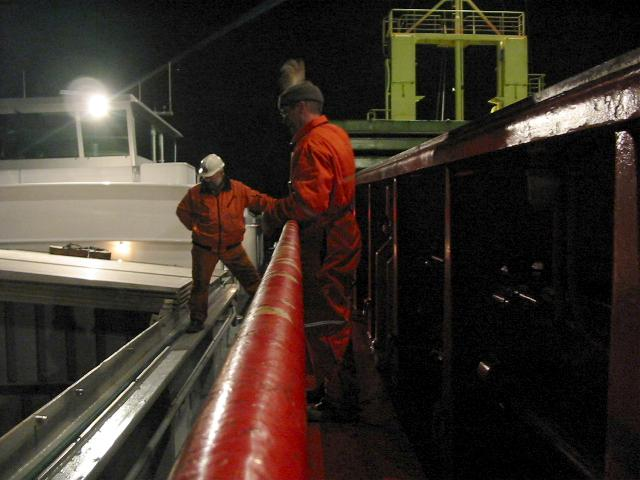
Un docker (le signaleur) se tient sur l'hiloire pendant le chargement, pour guider le grutier.

La construction des cargos polyvalents n'est guère différente des autres navires cargos. La coque est entièrement en acier, dotée d'un double fond utilisé pour les citernes de ballasts et les réserves de combustible; le reste de la coque est à simple épaisseur, sauf pour certains navires renforcés pour transporter davantage de conteneurs. La structure générale est dotée de renforts longitudinaux pour le double fond et de renforts transversaux (membrures) pour la muraille afin de ne pas trop empiéter sur l'espace des cales. Le fond des cales est parfois renforcé pour le transport de colis lourds ou de minerai de fer.
La tension et la compression au niveau du pont principal peuvent poser problème si ces navires transportent une pontée, ce qui est résolu en renforçant les ponts longitudinalement. La torsion pose problème pour les open ships dont la structure en « U » nécessite parfois une double coque pour une meilleure rigidité ; leur structure est alors similaire à celle des porte-conteneurs. Les ponts ne sont plus que rarement soutenus par des piliers, qui empiétaient sur l'espace disponible dans les cales.
Les hiloires sont hautes de 1,1 à 1,2 mètre pour pouvoir facilement observer la cale pendant les opérations portuaires ; les hiloires du pont intermédiaire sont souvent plates pour faciliter le travail des chariots élévateurs.

### Propulsion, machinerie, superstructure

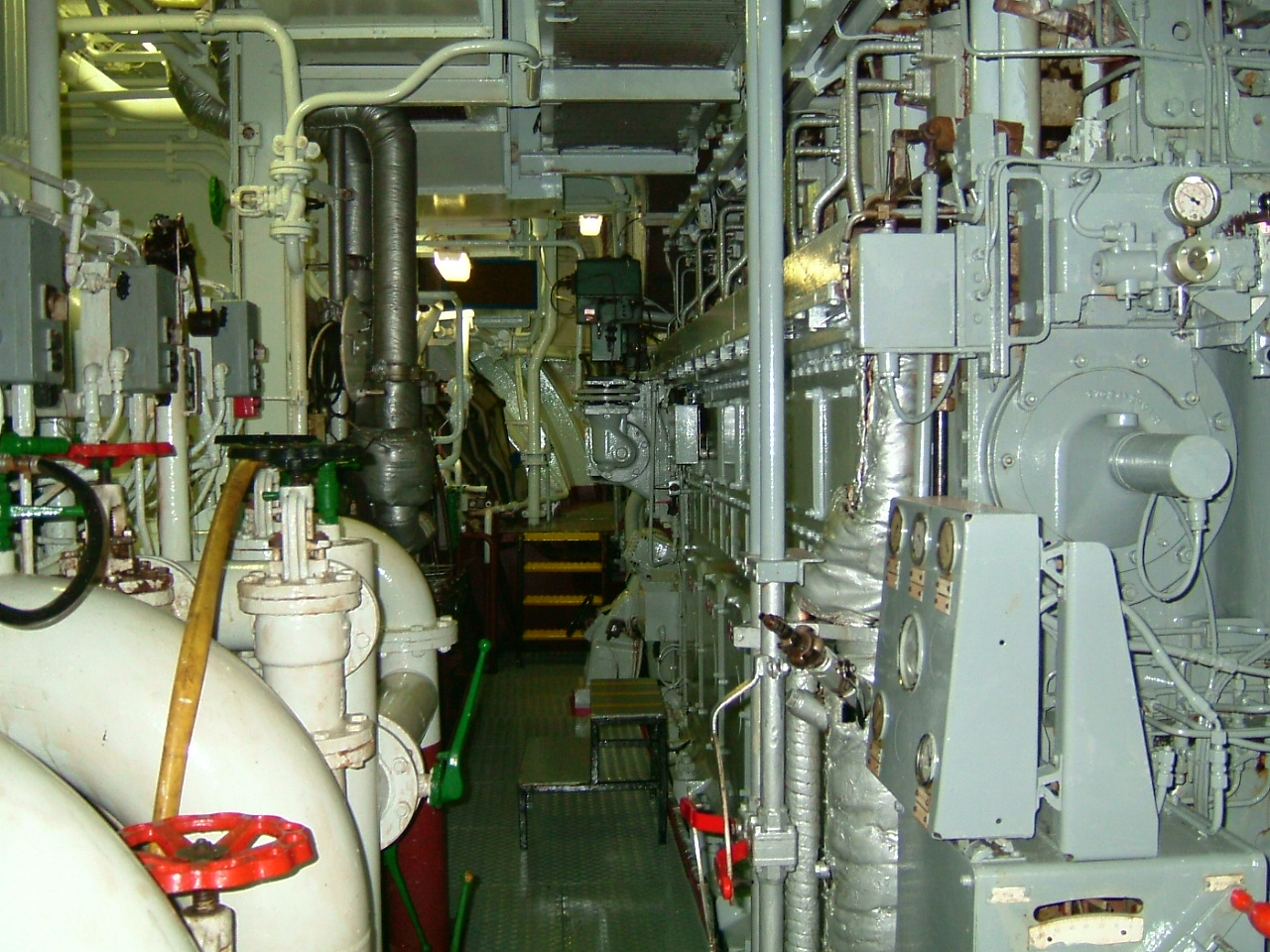
Parquet moteur principal, avec un moteur Diesel de 5000 kW

L'immense majorité des cargos polyvalents utilisent, pour leur propulsion, un unique moteur Diesel deux-temps, entraînant une hélice unique ; les hélices doubles sont très rares. Il s'agit du système le plus économique, puisque la vitesse de rotation du moteur est assez lente pour entraîner directement l'hélice sans avoir besoin d'une boîte de vitesses. Les moteurs quatre-temps à vitesse de rotation plus élevée peuvent être trouvés sur les cargos-rouliers. L'hélice est souvent à pales orientable pour un meilleur contrôle de la vitesse, notamment sur les petites unités.
L'électricité du bord est produite soit avec un alternateur attelé au moteur principal, soit avec des générateurs Diesel indépendants, utiles pour fournir l'énergie des grues au port.
La salle des machines est placée généralement à l'arrière pour des raisons d'efficacité (arbre d'hélice plus court, moins d'empiètement sur les espaces cargaison), bien que l'on trouve toujours des salles des machines aux 3/4 voire aux 2/3 arrière. La superstructure se trouve au-dessus de la salle des machines. Il existe toutefois des cas où la superstructure est placée tout à l'avant (sur certains heavy-lifts et cargos-rouliers), et d'autres cas où la superstructure est placée encore plus à l'arrière que la salle des machines, ce qui libère de l'espace de pont pour des conteneurs et de faciliter la construction (notamment, elle permet d'installer le moteur principal plus tard). Elle entraîne toutefois des conditions de vie moins confortables pour l'équipage.

## Exemples
- Les Liberty ships : Construits par les États-Unis durant la Seconde Guerre mondiale à plusieurs milliers d'exemplaires, ils constituent un record de rapidité de production. Beaucoup continuèrent à être utilisés après la guerre. Les Victory ships ont été produits de la même manière.
- Les type C1, type C2 et type C3 : Ces cargos standards des années 1930-1940 ont également été produits en grande série par la United States Maritime Commission ; ils étaient connus pour être relativement rapides et économiques.
- Les caboteurs fluvio-maritimes : Petits cargos à faible tirant d'eau (inférieur à 6 mètres) et à passerelle télescopique, utilisés à la fois en mer et sur les fleuves. Pouvant accéder aux ports fluviaux, ils sont particulièrement utilisés en Europe du Nord. Ils possèdent une ou plusieurs cales parallélépipédiques et un port en lourd de 1 000 à 4 000 tonnes.
- Le Saint-Stanislas, lancé en 1923, est un cargo le plus souvent français qui a eu la particularité record de changer 10 fois de nom et 6 fois de pavillon pendant sa carrière dont Capo-Olmo lorsqu'il était un cargo des Forces navales françaises libres ; il a terminé sa carrière  en 1976 sous pavillon turc, portant alors le nom Seferoglu.

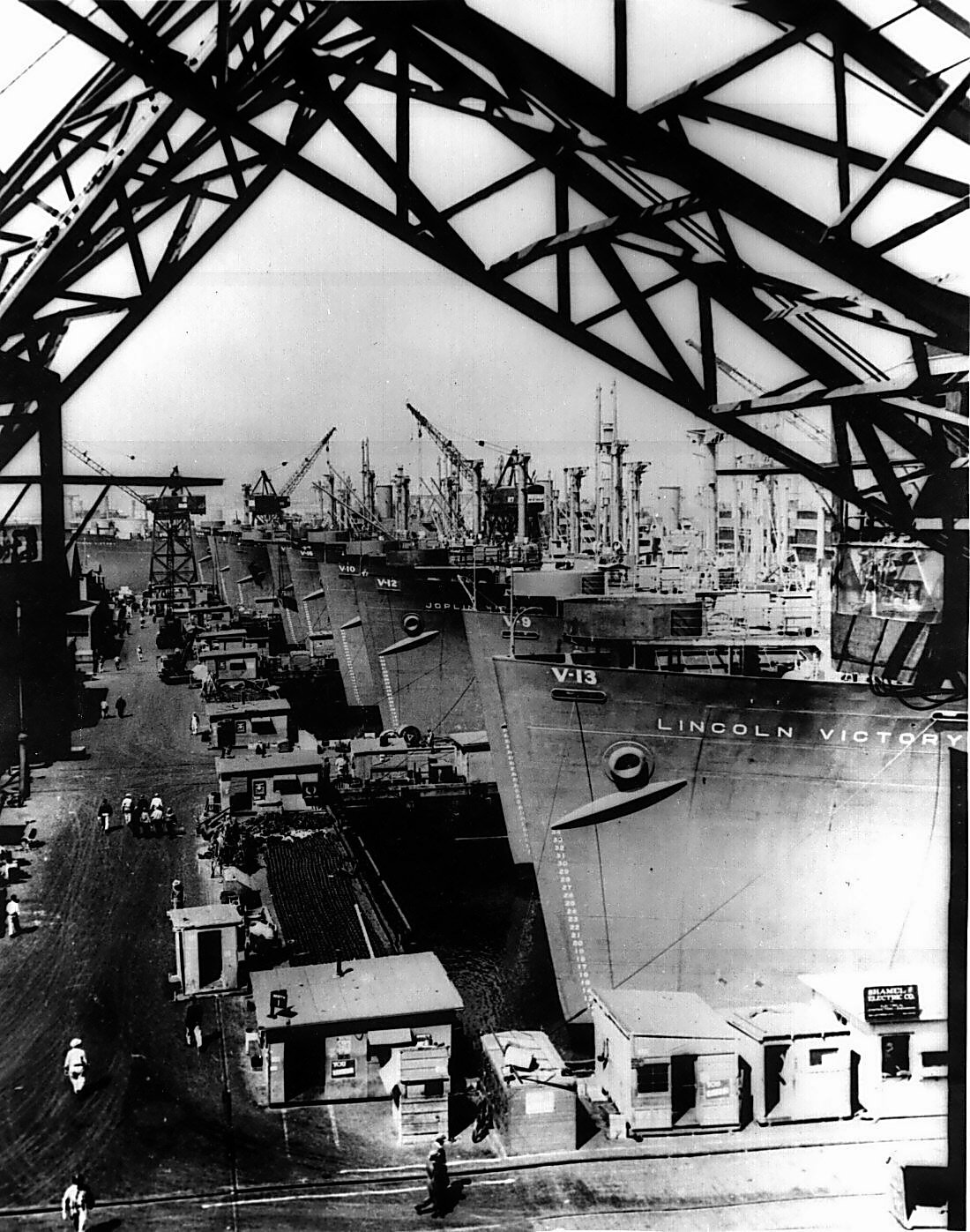
Série de Victory ships en construction en Californie
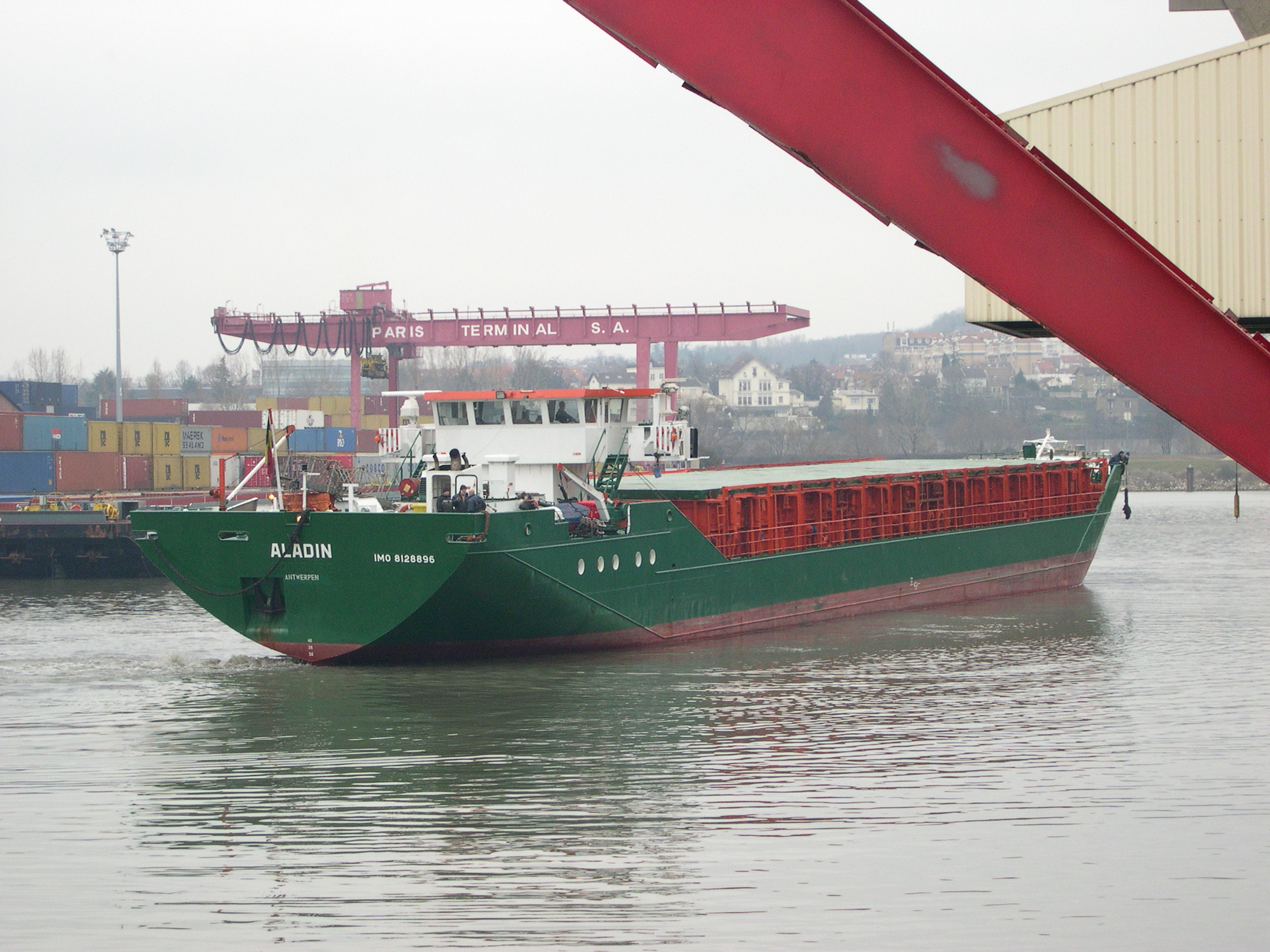
Aladin, caboteur fluvio-maritime à Gennevilliers
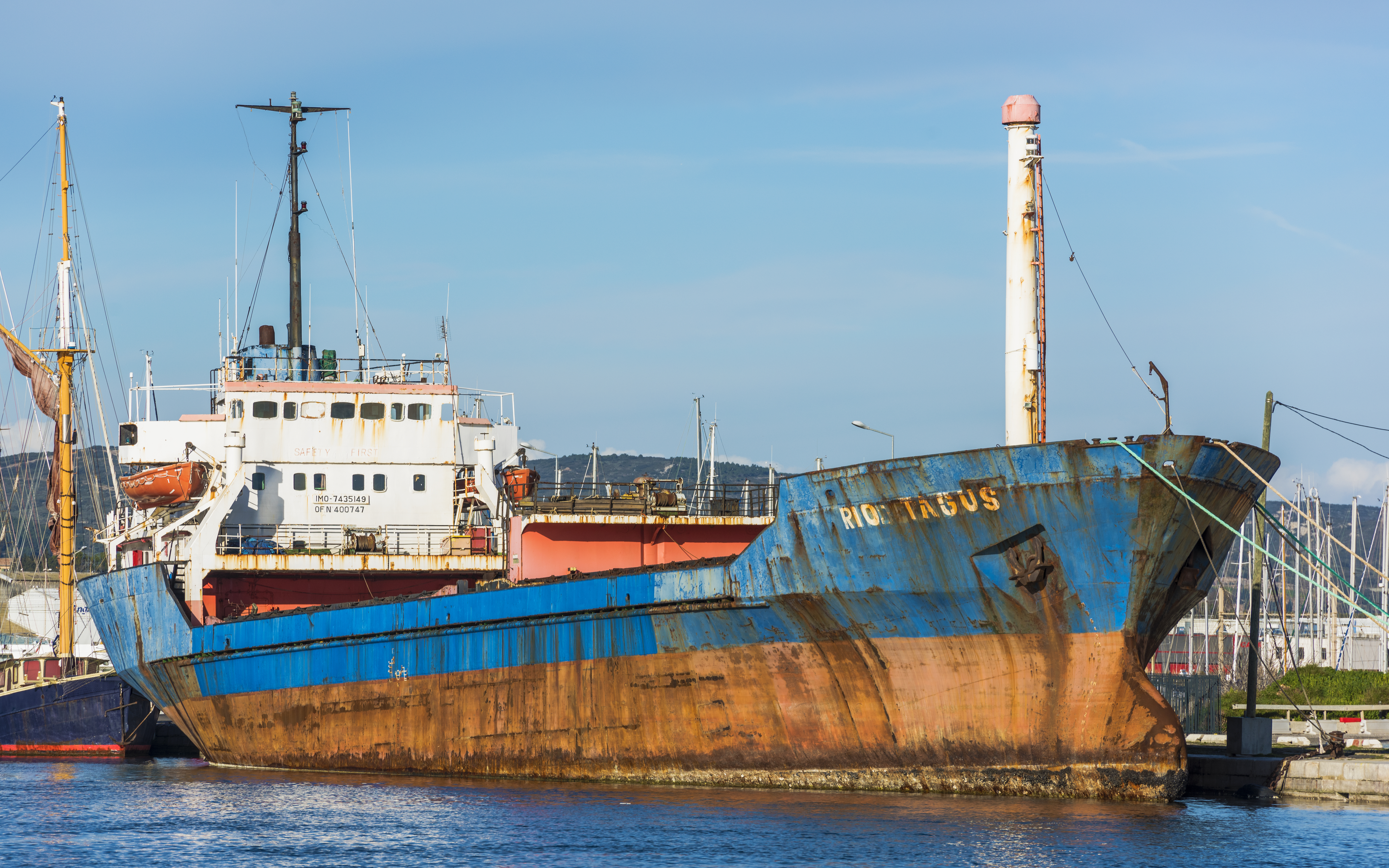
Le Rio Tagus retenu à Sète en raison de son mauvais état (janvier 2017).